# هاینس شولس
هاینس شولس (انگلیسی: Heinz Schulz؛ زادهٔ ۵ ژانویهٔ ۱۹۳۵) بوکسور اهل آلمان بود.